# 1.ª División de Caza
El 1.° División de Caza (Jagd-Division 1) unidad militar de la Luftwaffe durante la Segunda Guerra Mundial.

## Historia
Formada el 1 de mayo de 1942 en Deelen desde el Stab/1.ª División de Caza Nocturna. El 15 de septiembre de 1943 es redesignado a la 3° División de Caza. Reformada el 15 de septiembre de 1943 en Döberitz desde la 4.ª División de Caza.

## Comandantes
- Teniente General Kurt-Bertram von Döring – (1 de mayo de 1942 – 15 de septiembre de 1943)
- Coronel Günther Lützov – (15 de septiembre de 1943 – 23 de marzo de 1944)
- Coronel Hajo Hermann – (23 de marzo de 1944 – 1 de septiembre de 1944)
- Teniente General Kurt Kleinrath  - (1 de septiembre de 1944 – 8 de diciembre de 1944)
- Coronel Heinrich Wittmer – (diciembre de 1944 – 5 de mayo de 1945)
- Mayor general Walter Grabmann – (5 de marzo de 1945 – 29 de abril de 1945)
- Coronel Karl-Gottfried Nordmann – (abril de 1945 – mayo de 1945)

### Jefes de Operaciones (Ia)
- Mayor Erich Bode – (1 de mayo de 1942 – 15 de junio de 1943)
- Mayor Ernst-Hubert Schaller-Kalide – (15 de junio de 1943 – septiembre de 1943)
- Mayor Karl-Heinz Sandmann – (septiembre de 1943 – 9 de febrero de 1944)
- Teniente coronel Ernst-Hubert Schaller-Kalide – (febrero de 1944 – octubre de 1944)
- Mayor Lauer-Schmaltz – (27 de octubre de 1944 – 26 de enero de 1945)
- Mayor Horst Krüger – (26 de enero de 1945 – 1945)

#### Comandantes de Reemplazo Antiaéreo
- Coronel Max Hecht – (11 de febrero de 1944 – marzo de 1944)
- Coronel Wilhelm Werner – (21 de marzo de 1944 – 1945)

## Bases
| Mayo de 1942 – septiembre de 1943    | Deelen   |
| Septiembre de 1943 – febrero de 1945 | Döberitz |
| Febrero de 1945 – abril de 1945      | Ribbeck  |

## Subordinada
| Mayo de 1942 – septiembre de 1943  | XII Cuerpo Aéreo    |
| Septiembre de 1943 – enero de 1945 | I Cuerpo de Caza    |
| Enero de 1945 – abril de 1945      | IX Cuerpo Aéreo (J) |

Controlando las siguientes unidades durante la guerra
- Comando Aéreo de Caza Prusia Oriental – (Septiembre de 1943 – enero de 1945)
- Comando Aéreo de Caza Silesia – (Septiembre de 1943 – enero de 1945)
- 201° Regimiento Aéreo de Comunicaciones
- 211° Regimiento Aéreo de Comunicaciones
- 221° Regimiento Aéreo de Comunicaciones
- 231° Regimiento Aéreo de Comunicaciones